# Rabinjan

Mapa de la Transoxiana en el, mostrando Rabinjan.

Rabinjan o Arbinjan (en árabe: ربنجن، أربنجن‎) fue una antigua ciudad medieval de Transoxiana, hoy desaparecida, localizada entre las ciudades de Samarcanda y Bujará. Se encontraba en las proximidades de la actual Katta-Kurgan.

## Geografía
Los geógrafos musulmanes describieron a Rabinjan como una ciudad de sogdianos dependiente de Samarcanda. Era una localidad en la carretera Samarcanda-Bujará, entre Zarman, al este, y al-Dabusiya, al oeste, y se encontraba al sur del río Sughd. Ibn Khurradadhbih dijo que la ciudad estaba a doce farsakhs de Samarcanda y a veintisiete de Bujará; Qudama, por otro lado, la ubicaba a trece farsakhs de Samarcanda y a veinticuatro de Bujará. Al-Istakhri añadió que estaba a dos farsakhs de al-Kushaniya.

## Historia
Rabinjan estuvo habitada desde hace casi dos mil años. En la historia preislámica de la ciudad, era una de las localidades de Sogdiana. Durante este periodo allí puede haber habido una presencia cristiana en la ciudad, evidenciada por un moldes cerámico para cruces que se han encontrado en el área.
Durante la conquista musulmana de Transoxiana, Rabinjan sufrió ataques de los árabes. En 699 Habib ibn al-Muhallab emprendió un ataque en su contra, pero fue enfrentrado por un ejército dirigido por el señor de Bujará y decidió retirrarse. No fue hasta las campañas de Qutayba ibn Muslim (705-715) que Rabinjan fue tomada. En 712 la ciudad fue el lugar de una escaramuza entre los ejércitos de Qutayba y Ghurak, el príncipe sogdiano de Samarcanda. Los musulmanes vencieron, lo que les permitió continuar su avance hacia Samarcanda.
Después de su conquista, Rabinjan compartió la historia de la Sogdia musulmana y fue gobernada sucesivamente por omeyas, abasís y samánidas. Durante los siglos IX y X, era generalmente incluida por los geógrafos musulmanes como parte de la Transoxiana. Al-Muqaddasi, autor de finales del siglo X, afirmó que Rabinjan era lugar de procedencia de numerosos productos, como mantones de invierno, dátiles secos, tazas de metal, cuerdas de cáñamo y azufre. Otros escritores afirmaron que era famosa por sus tejidos para sillas de montar y sus productos de latón.
Siguiendo la caída samánida en el siglo XI, la ciudad pasó a los Qarajánidas occidentales. En 1158 la ciudad fue destruida durante de la invasión del sha jorezmita Il-Arslan.